# Carl August Caspersson

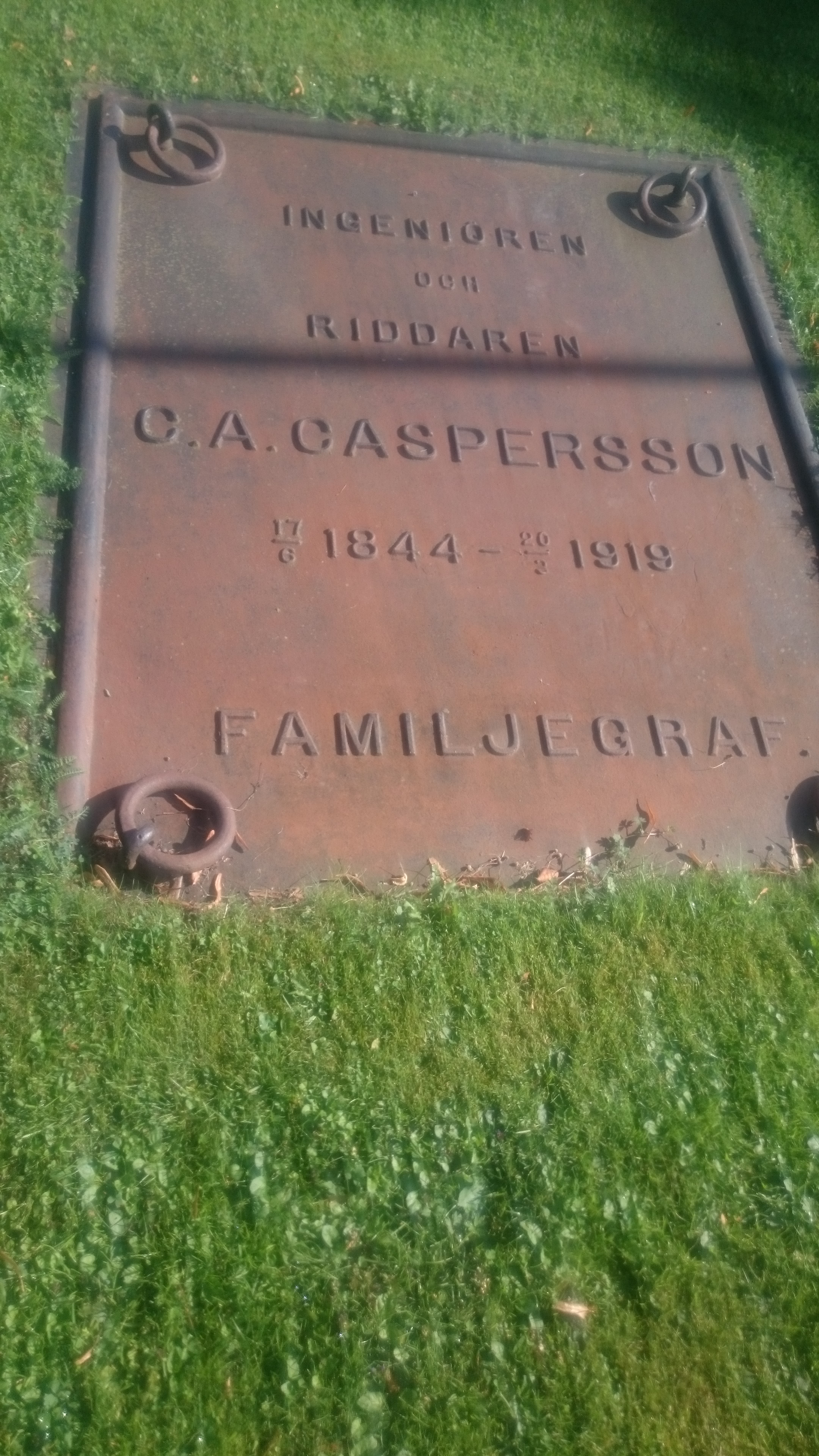
Casperssons grav i Degerfors

Carl August Caspersson, född 17 juni 1844 i Säters stadsförsamling, död 20 mars 1919 i Örebro, var en svensk metallurg.
Caspersson var son till arrendatorn av Säters stads såg och kvarn, byggmästaren Anders Caspersson. Efter folksolkestudier fcik han anställning som smed vid Långshyttan. Från 1867 var han biträde vid bessemerblåsningen åt bruksförvaltaren K. J. Lundvik vid Västanfors bruk och ådagalade där en prisad arbetsförmåga, och införde även en rationellare masugnsdrift som kom att göra stålet från bruket prisat bland landets auktoriteten inom stålproduktion. Han företog 1873 studieresor till Österrike för att studera järnbruken där. 1881 blev han ingenjör över masugnar och bessemerverk vid Forsbacka bruk, vilket snabbt gjorde även detta bruks bessemerstål till ett av världsmarknadens ledande. Caspersson företog 1890 nya studieresor till USA i maj 1890 och till Storbritannien 1900. Utan tidigare erfarenhet av martintillverkning blev Caspersson chef för den metallurgiska avdelningen vid Strömsnäs järnverks AB i Degerfors 1892, men lyckades trots detta omskapa och med stor ekonomisk framgång utveckla dess martintillverkning, som tidigare varit olönsam.
Han erhöll avsked med pension från bolaget 1914 och bosatte sig samma år i Örebro. 1915 blev han riddare av Vasaorden.
Caspersson är främst känd för de tekniska hjälpmedel han införde inom järnhanteringen. Bland annat införde han en konverterskänk som innebar att man kunde tappa smältan direkt från konvertern till kokillerna. Vid Vikmanshyttan förbättrade han även en av Gustaf de Laval konstruerad "sjunkbox" som underlättade att slå av den obrukbara översta delen av götet, och införde även en ny typ av silskiva.
Caspersson gjorde även på 1880-talet vid Forsbacka försök att på elektrisk väg bestämma kolhalten i järnet, genom att stålet genom att studera den strömstyrka som krävdes för att smälta en järntråd. Metoden väckte viss uppmärksamhet, men visade sig ge för grovt resultat för att vara praktiskt användbar. Under sin resa till USA 1890 försökte han även lansera metoden där.